# Ciro Ferrara
Ciro Ferrara (Napoli, 11 febbraio 1967) è un allenatore di calcio ed ex calciatore italiano, di ruolo difensore.
Annoverato tra i migliori difensori degli anni 80 e 90 del XX secolo, nel corso della sua carriera ha vestito le maglie di Napoli e Juventus, conquistando 7 scudetti (1986-87, 1989-90, 1994-95, 1996-97, 1997-98, 2001-02 e 2002-03), 2 Coppe Italia (1986-87 e 1994-95), una Coppa UEFA (1988-89), 5 Supercoppe italiane (1990, 1995, 1997, 2002 e 2003), una UEFA Champions League (1995-96), una Supercoppa UEFA (1996), una Coppa Intercontinentale (1996) e una Coppa Intertoto UEFA (1999).
Tra il 1987 e il 2000 ha totalizzato 49 presenze in nazionale, partecipando al campionato d'Europa 1988 e al campionato del mondo 1990, chiusi entrambi al terzo posto, e al campionato d'Europa 2000, concluso in seconda posizione. In giovane età ha fatto parte anche delle nazionali under 21 e olimpica, disputato con quest'ultima i Giochi di Seul 1988.
I 7 campionati vinti lo collocano tra i giocatori più decorati nella storia della Serie A. Nel 1997 è stato incluso nella squadra dell'anno ESM e candidato al Pallone d'oro, classificandosi 33º.

## Biografia
È nato a Napoli l'11 febbraio 1967, nel quartiere di Posillipo. Esiste un altro calciatore nato nella stessa città, nello stesso anno (il 7 agosto) e con lo stesso nome e cognome, che ha fatto parte della rosa del Napoli nella stagione 1985-1986; essendo all'epoca entrambi nella stessa squadra, per differenziarli venivano chiamati per soprannome: al più anziano dei due toccò il nomignolo Stielike, con riferimento all'ex difensore della Germania Ovest noto per il suo energico stile di gioco.
Insieme alla moglie e ai primi due figli, nel 2004 è comparso in una serie di spot televisivi della marca di dessert Danette della Danone, mentre nel 2021 ha recitato negli spot TIMvision insieme a Lino Banfi e agli ex colleghi Christian Vieri e Filippo Inzaghi. In precedenza, nel 2002 era comparso, insieme ad altri due giocatori suoi conterranei, Fabio Cannavaro e Vincenzo Montella, nel film Volesse il cielo! di Vincenzo Salemme. Dalla stagione televisiva 2015-2016 è stato commentatore e opinionista tecnico per Premium Calcio, mentre dal 2021 è opinionista per DAZN. Nel 2019 ha partecipato al celebrity talent show di Canale 5, Amici Celebrities, mentre nel 2022 partecipa al reality Pechino Express in coppia col terzogenito Giovambattista.
A maggio 2005, sempre insieme a Cannavaro, ha creato la Fondazione Cannavaro-Ferrara, associazione di volontariato che si occupa dei bambini disagiati dei quartieri napoletani.
Al termine dell'attività agonistica si è stabilito con la famiglia a Torino, dove ha aperto una pizzeria che porta il suo nome.
Nel 2020 pubblica il libro Ho visto Diego e dico 'o vero, con prefazione dell'amico ed ex compagno di squadra Diego Armando Maradona.

## Caratteristiche tecniche

### Giocatore
Affermatosi in giovane età, Ferrara era un difensore grintoso ma corretto, molto dotato atleticamente nonché valido sul piano tecnico.
Abile in acrobazia e nel gioco aereo, spiccava per carisma e personalità, ed era in grado di adattarsi a diversi ruoli e moduli tattici: poteva infatti agire da stopper, libero e terzino; inoltre, pur essendo uno specialista della marcatura a uomo, nella quale non lesinava interventi decisi – per questo motivo avversari anche di epoche diverse, come Zbigniew Boniek e Ryan Giggs, lo annoverarono tra i difensori più difficili da affrontare –, dimostrò di potersi disimpegnare con profitto anche negli schieramenti a zona, a dispetto di qualche scetticismo.
Il suo repertorio comprendeva altresì una buona propensione agli sganciamenti offensivi.

## Carriera

### Giocatore

#### Club

Ferrara e Attilio Lombardo festeggiano il successo della Juventus nella Supercoppa UEFA 1996

##### Gli inizi, Napoli

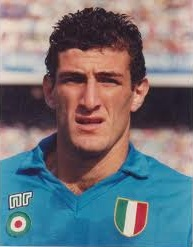
Ferrara al Napoli nella stagione 1987-1988

A quattordici anni fece il suo primo provino per il Salvator Rosa, squadra del quartiere napoletano del Vomero, grazie all'accordo che il presidente strappò ai suoi genitori: un giorno di allenamento in meno rispetto agli altri per avere più tempo da dedicare allo studio. La stagione successiva fu ceduto alla Grumese che tuttavia lasciò dopo un solo allenamento per la troppa lontananza da casa.
Quindi, dopo un provino con il Napoli, entrò negli Allievi B e successivamente negli Allievi A del club azzurro. Per la vittoria dello scudetto di categoria, la squadra di Ferrara verrà premiata dal numero dieci della prima squadra, Diego Armando Maradona, nel corso della sua presentazione allo stadio San Paolo il 5 luglio 1984; come premio, a sorpresa Ferrara verrà poi convocato, insieme ad alcuni compagni degli Allievi, per il ritiro precampionato della prima squadra a Castel del Piano. Costretto momentaneamente in carrozzella dalla sindrome di Osgood-Schlatter, una volta ripresosi poté esordire in Serie A con la maglia azzurra il 5 maggio 1985, al San Paolo contro la Juventus, partita del campionato 1984-1985.
Nella stagione 1986-1987 vinse i suoi primi trofei: lo scudetto e la Coppa Italia. Nella 1989 il Napoli vinse il suo primo trofeo europeo, la Coppa UEFA, battendo in finale lo Stoccarda: nella finale di ritorno Ferrara segnò il gol momentaneo del 2-1. Dopo due secondi posti consecutivi in campionato, Ferrara vinse da protagonista un altro scudetto nel 1989-1990, seguìto dalla Supercoppa italiana conquistata contro la Juventus. Nel 1991, dopo la cessione di Diego Armando Maradona, divenne capitano del Napoli, suffragando il suo status di bandiera del club, molto apprezzata dalla tifoseria.
In dieci stagioni vestì la maglia azzurra 323 volte: 247 presenze in Serie A e 12 gol, 47 in Coppa Italia con due segnature e una in Supercoppa italiana, 28 presenze nelle coppe europee e un gol.

##### Juventus

Ferrara in azione alla Juventus nell'annata 1994-1995

Nell'estate del 1994 viene ceduto alla Juventus, dove ritrova Marcello Lippi il quale già lo aveva allenato a Napoli. Pagato 9,4 miliardi di lire, contribuisce con un rendimento eccellente alla vittoria dello scudetto, il terzo della sua carriera, e della Coppa Italia, la seconda per lui. L'anno successivo vinse ai rigori la Champions League, allo Stadio Olimpico di Roma contro l'Ajax di van Gaal, realizzando il primo penalty per la Juventus. Nella stagione successiva gli venne affiancato Paolo Montero, con il quale comporrà per anni una coppia difensiva di alto livello.
A Torino vinse sei campionati (ridotti a cinque dopo la revoca dello scudetto del 2004-2005), una Coppa Italia, quattro Supercoppe italiane, una Champions League, una Supercoppa UEFA, una Coppa Intertoto UEFA e una Coppa Intercontinentale. Oltre a quella vinta nel 1996, ha disputato altre tre finali di Champions League: nel 1997 contro il Borussia Dortmund, nel 1998 contro il Real Madrid e nel 2003 contro il Milan.
Il 15 maggio 2005, a trentotto anni, gioca la sua ultima partita ufficiale, contro il Parma allo Stadio delle Alpi. Si ritira al termine di quella stagione, vantando in tutto 500 partite in Serie A, nel corso di ventuno stagioni consecutive.

Ferrara (in piedi, al centro) nella formazione juventina vincitrice della UEFA Champions League 1995-1996

Con la maglia bianconera ha giocato in totale 358 incontri: 253 partite in Serie A (più uno spareggio per l'accesso alle coppe europee) segnando 15 gol; 26 in Coppa Italia; e 3 finali di Supercoppa, con 2 segnature; 74 incontri europei con 3 centri e una presenza nella Coppa Intercontinentale.
Si trova al 16º posto nella classifica di presenze nella massima serie italiana. Con Giancarlo De Sisti e Luciano Castellini, inoltre, è uno dei tre calciatori ad aver collezionato almeno 200 presenze in Serie A con due differenti squadre.

#### Nazionale
Dopo aver totalizzato 6 presenze con la nazionale under 21, venne convocato in nazionale A dal commissario tecnico Azeglio Vicini: esordì il 10 giugno 1987, a 20 anni, nell'amichevole Italia-Argentina (3-1) disputata a Zurigo.  

Ferrara in maglia azzurra, in azione durante la finale per il terzo posto del.

Venne convocato per il campionato d'Europa 1988, che vide l'Italia semifinalista, e per il campionato del mondo 1990, che vide gli azzurri padroni di casa giungere al terzo posto: Ferrara venne impiegato proprio nella vittoriosa finalina contro l'Inghilterra (2-1). Le due competizioni furono inframmezzate dalla partecipazione con la nazionale olimpica ai Giochi di Seul 1988, chiusi dall'Italia al quarto posto.
Durante le qualificazioni per il campionato d'Europa 1992, Ferrara iniziò a essere impiegato con maggiore frequenza, insidiando la titolarità di Giuseppe Bergomi nel ruolo di terzino destro; ma, sul finire del 1991, l'approdo di Arrigo Sacchi sulla panchina dell'Italia determinò una brusca interruzione della sua carriera azzurra: dopo aver ricevuto tre convocazioni tra il novembre 1991 e il marzo 1992 (senza scendere in campo), il difensore partenopeo fu escluso per tre anni dal giro azzurro poiché ritenuto scarsamente adattabile alla marcatura a zona.

Ferrara (in piedi, terzo da destra) in una formazione azzurra del 1995

Reintegrato nelle file dell'Italia a partire dal giugno 1995, Ferrara si affermò come titolare durante le qualificazioni al campionato d'Europa 1996, ma si infortunò prima dell'inizio della fase finale, venendo sostituito dall'esordiente Alessandro Nesta.
Sotto la guida di Cesare Maldini, successore di Sacchi, prese parte alle qualificazioni per il campionato del mondo 1998, ma dovette saltare anche quest'ultima manifestazione per via di un altro infortunio; al suo posto fu convocato il rientrante Bergomi.
Il 23 febbraio 2000 scese in campo con la fascia da capitano degli azzurri nell'amichevole vinta 1-0 contro la Svezia. A trentatré anni venne convocato dal CT Dino Zoff per il campionato d'Europa 2000 chiuso dall'Italia al secondo posto, e dove nella sfida della fase a gironi contro la Svezia giocò l'ultima delle sue 49 gare in nazionale.

### Allenatore

#### Gli inizi
Nel 2005, subito dopo il suo ritiro, è entrato nello staff della nazionale maschile italiana col ruolo di collaboratore del commissario tecnico Marcello Lippi, partecipando in questa veste alla vittoria del campionato del mondo 2006. Successivamente torna alla Juventus da responsabile del settore giovanile, e contemporaneamente è opinionista per Sky Sport. Il 26 giugno 2008, col ritorno di Lippi sulla panchina azzurra, torna a ricoprire il ruolo di suo collaboratore, senza lasciare le responsabilità del settore giovanile bianconero. Il 18 maggio 2009, in seguito alla sua nomina ad allenatore della prima squadra juventina, lascia l'incarico in nazionale.

#### Juventus
Il 18 maggio 2009 assume la carica di allenatore della Juventus, dopo l'esonero di Claudio Ranieri.
Esordisce sulla panchina bianconera il 24 maggio con vittoria per 0-3 a Siena, interrompendo la striscia negativa che non vedeva vincere la Juventus da 64 giorni e conquistando la qualificazione diretta alla fase a gironi della successiva Champions League. La settimana seguente, con la vittoria per 2-0 in casa sulla Lazio, la squadra raggiunge il secondo posto finale. Il 5 giugno 2009, dopo aver lasciato l'incarico in nazionale, è confermato allenatore della Juventus.

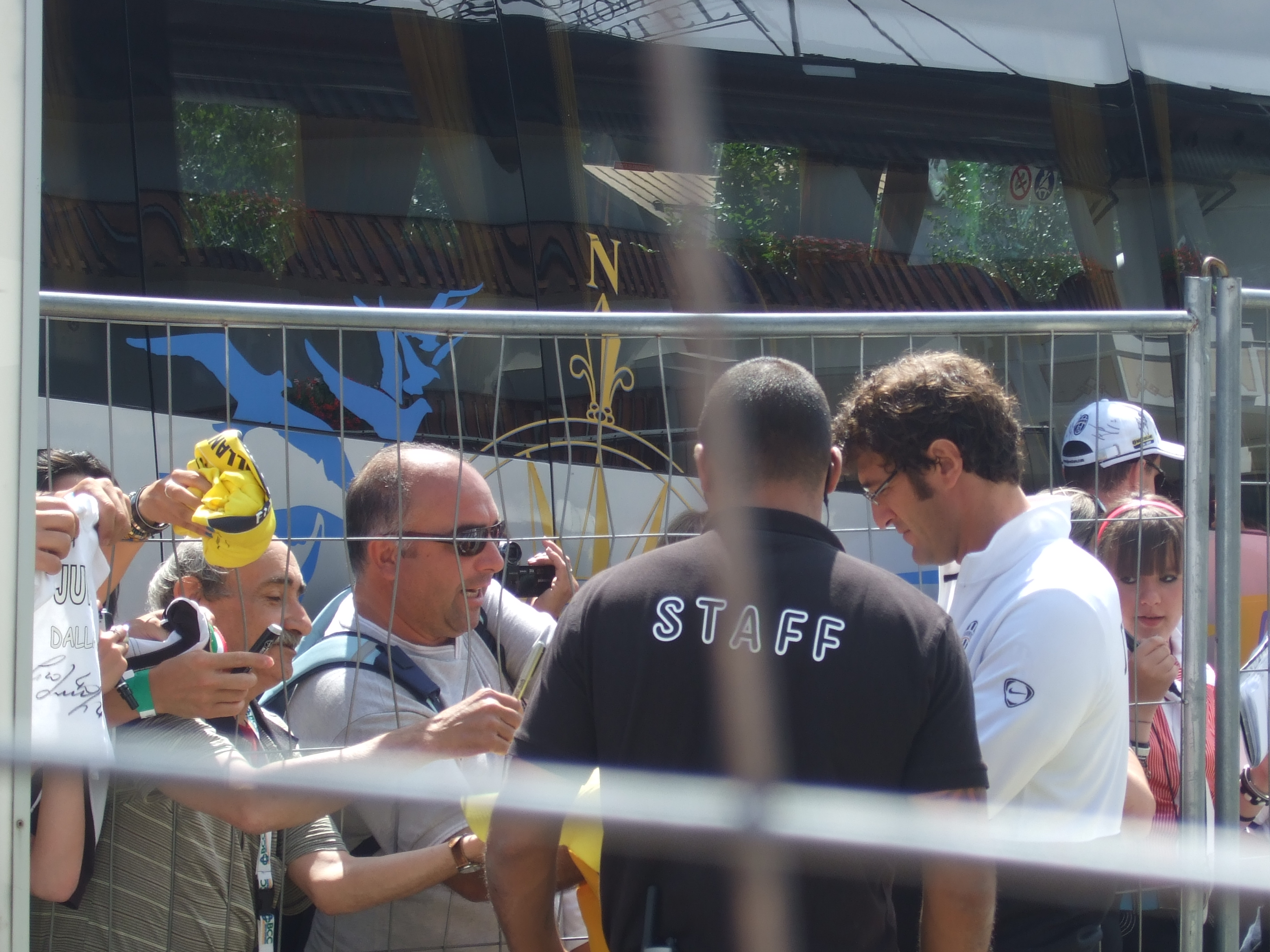
Ferrara (a destra) nell'estate del 2009, mentre firma autografi da allenatore della Juventus.

La stagione seguente inizia con quattro vittorie consecutive in campionato, ma la squadra accusa presto segni di cedimento, e scivola in una fase negativa che culmina con l'eliminazione dalla Champions League e conseguente retrocessione in Europa League. Nonostante la vittoria 2-1 nel derby d'Italia di dicembre, la crisi di risultati prosegue anche nelle settimane seguenti; il 29 gennaio 2010, all'indomani dell'eliminazione in Coppa Italia per mano dell'Inter, Ferrara è esonerato e sostituito da Alberto Zaccheroni.

#### Nazionale under 21
Il 22 ottobre 2010 diventa allenatore dell'Italia under 21, sostituendo Pierluigi Casiraghi. Il 17 novembre seguente esordisce battendo per 2-1 in amichevole la Turchia allo stadio comunale di Fermo. Siede per l'ultima volta sulla panchina degli azzurrini il 4 giugno 2012, in Irlanda-Italia 2-2, lasciando poi l'incarico a Devis Mangia. In totale colleziona 19 gare (12 vinte, 6 pareggiate, una persa).

#### Sampdoria
Il 1º luglio 2012 firma con la Sampdoria. Esordisce il 27 agosto nel campionato di Serie A, vincendo col Milan a San Siro ed eliminando così il punto di penalità inflitto dal giudice sportivo alla squadra.
Dopo altre due vittorie e due pareggi, a partire dalla sesta giornata, la squadra inizia una serie di sconfitte consecutive. Quella col Palermo alla dodicesima giornata è la settima consecutiva oltreché la prima con due gol di scarto (le sei precedenti erano sconfitte di misura), stabilendo suo malgrado un record societario negativo per quanto riguarda la massima serie; lo stesso Ferrara, al termine della gara, dichiara di assumersi la totale responsabilità di tali eventi ma di non essere intenzionato a dimettersi. La serie negativa finisce con la vittoria 3-1 sul Genoa nel derby, il primo in carriera.
Il 17 dicembre, dopo la nona sconfitta subita (sette consecutive) col Catania 3-1 e con la squadra classificata al 15º posto, è esonerato e sostituito da Delio Rossi. Nella sua permanenza nella panchina blucerchiata, ha ottenuto in totale 18 punti (-1 a causa della penalizzazione), frutto di 5 vittorie, 3 pareggi e 9 sconfitte.

#### Wuhan Zall
Il 5 luglio 2016 torna ad allenare firmando per il Wuhan Zhuoer, club della seconda divisione cinese. Subentra con la squadra al tredicesimo posto nella classifica, portandola alla sesta piazza finale. La stagione seguente, causa un avvio stentato (un punto nelle prime due giornate), viene esonerato.

## Statistiche

### Presenze e reti nei club
| Stagione        | Squadra         | Campionato      | Campionato | Campionato | Coppe nazionali | Coppe nazionali | Coppe nazionali | Coppe continentali | Coppe continentali | Coppe continentali | Altre coppe | Altre coppe | Altre coppe | Totale | Totale |
| Stagione        | Squadra         | Comp            | Pres       | Reti       | Comp            | Pres            | Reti            | Comp               | Pres               | Reti               | Comp        | Pres        | Reti        | Pres   | Reti   |
| --------------- | --------------- | --------------- | ---------- | ---------- | --------------- | --------------- | --------------- | ------------------ | ------------------ | ------------------ | ----------- | ----------- | ----------- | ------ | ------ |
| 1984-1985       | Napoli          | A               | 2          | 0          | CI              | 0               | 0               | -                  | -                  | -                  | -           | -           | -           | 2      | 0      |
| 1985-1986       | Napoli          | A               | 14         | 0          | CI              | 2               | 0               | -                  | -                  | -                  | TE          | ?           | ?           | 16+    | 0+     |
| 1986-1987       | Napoli          | A               | 28         | 2          | CI              | 8               | 0               | CU                 | 2                  | 0                  | -           | -           | -           | 38     | 2      |
| 1987-1988       | Napoli          | A               | 23         | 1          | CI              | 7               | 0               | CC                 | 2                  | 0                  | -           | -           | -           | 32     | 1      |
| 1988-1989       | Napoli          | A               | 27         | 0          | CI              | 8               | 0               | CU                 | 12                 | 1                  | -           | -           | -           | 47     | 1      |
| 1989-1990       | Napoli          | A               | 33         | 0          | CI              | 6               | 0               | CU                 | 6                  | 0                  | -           | -           | -           | 45     | 0      |
| 1990-1991       | Napoli          | A               | 29         | 2          | CI              | 8               | 2               | CC                 | 3                  | 0                  | SI          | 1           | 0           | 41     | 4      |
| 1991-1992       | Napoli          | A               | 32         | 1          | CI              | 2               | 0               | -                  | -                  | -                  | -           | -           | -           | 34     | 1      |
| 1992-1993       | Napoli          | A               | 31         | 4          | CI              | 5               | 0               | CU                 | 3                  | 0                  | -           | -           | -           | 39     | 4      |
| 1993-1994       | Napoli          | A               | 28         | 2          | CI              | 0               | 0               | -                  | -                  | -                  | -           | -           | -           | 28     | 2      |
| Totale Napoli   | Totale Napoli   | Totale Napoli   | 247        | 12         |                 | 46              | 2               |                    | 28                 | 1                  |             | 1+          | 0+          | 322+   | 15+    |
| 1994-1995       | Juventus        | A               | 33         | 1          | CI              | 7               | 0               | CU                 | 9                  | 1                  | -           | -           | -           | 49     | 2      |
| 1995-1996       | Juventus        | A               | 31         | 3          | CI              | 1               | 0               | UCL                | 9                  | 0                  | SI          | 1           | 0           | 42     | 3      |
| 1996-1997       | Juventus        | A               | 32         | 4          | CI              | 3               | 0               | UCL                | 11                 | 0                  | SU+CInt     | 2+1         | 1+0         | 49     | 5      |
| 1997-1998       | Juventus        | A               | 17         | 1          | CI              | 2               | 0               | UCL                | 5                  | 0                  | SI          | 1           | 0           | 25     | 1      |
| 1998-1999       | Juventus        | A               | 18+1       | 0          | CI              | 2               | 1               | UCL                | 3                  | 0                  | SI          | 0           | 0           | 23+1   | 1      |
| 1999-2000       | Juventus        | A               | 31         | 1          | CI              | 1               | 0               | Int+CU             | 6+3                | 0                  | -           | -           | -           | 41     | 1      |
| 2000-2001       | Juventus        | A               | 23         | 1          | CI              | 1               | 0               | UCL                | 6                  | 0                  | -           | -           | -           | 30     | 1      |
| 2001-2002       | Juventus        | A               | 22         | 3          | CI              | 4               | 1               | UCL                | 4                  | 0                  | -           | -           | -           | 30     | 4      |
| 2002-2003       | Juventus        | A               | 25         | 0          | CI              | 0               | 0               | UCL                | 12                 | 1                  | SI          | 0           | 0           | 37     | 1      |
| 2003-2004       | Juventus        | A               | 17         | 1          | CI              | 4               | 0               | UCL                | 4                  | 0                  | SI          | 1           | 0           | 26     | 1      |
| 2004-2005       | Juventus        | A               | 4          | 0          | CI              | 1               | 0               | UCL                | 0                  | 0                  | -           | -           | -           | 5      | 0      |
| Totale Juventus | Totale Juventus | Totale Juventus | 253+1      | 15         |                 | 26              | 2               |                    | 72                 | 2                  |             | 6           | 1           | 358    | 20     |
| Totale carriera | Totale carriera | Totale carriera | 501        | 27         |                 | 72              | 4               |                    | 100                | 3                  |             | 7+          | 1+          | 680    | 35     |

### Cronologia presenze e reti in nazionale
| Cronologia completa delle presenze e delle reti in nazionale ― Italia | Cronologia completa delle presenze e delle reti in nazionale ― Italia | Cronologia completa delle presenze e delle reti in nazionale ― Italia | Cronologia completa delle presenze e delle reti in nazionale ― Italia | Cronologia completa delle presenze e delle reti in nazionale ― Italia | Cronologia completa delle presenze e delle reti in nazionale ― Italia | Cronologia completa delle presenze e delle reti in nazionale ― Italia | Cronologia completa delle presenze e delle reti in nazionale ― Italia |
| Data                                                                  | Città                                                                 | In casa                                                               | Risultato                                                             | Ospiti                                                                | Competizione                                                          | Reti                                                                  | Note                                                                  |
| --------------------------------------------------------------------- | --------------------------------------------------------------------- | --------------------------------------------------------------------- | --------------------------------------------------------------------- | --------------------------------------------------------------------- | --------------------------------------------------------------------- | --------------------------------------------------------------------- | --------------------------------------------------------------------- |
| 10-6-1987                                                             | Zurigo                                                                | Italia                                                                | 3 – 1                                                                 | Argentina                                                             | Amichevole                                                            | -                                                                     |                                                                       |
| 17-10-1987                                                            | Berna                                                                 | Svizzera                                                              | 0 – 0                                                                 | Italia                                                                | Qual. Euro 1988                                                       | -                                                                     |                                                                       |
| 14-11-1987                                                            | Napoli                                                                | Italia                                                                | 2 – 1                                                                 | Svezia                                                                | Qual. Euro 1988                                                       | -                                                                     |                                                                       |
| 27-4-1988                                                             | Lussemburgo                                                           | Lussemburgo                                                           | 0 – 3                                                                 | Italia                                                                | Amichevole                                                            | -                                                                     |                                                                       |
| 19-10-1988                                                            | Pescara                                                               | Italia                                                                | 2 – 1                                                                 | Norvegia                                                              | Amichevole                                                            | -                                                                     |                                                                       |
| 16-11-1988                                                            | Roma                                                                  | Italia                                                                | 1 – 0                                                                 | Paesi Bassi                                                           | Amichevole                                                            | -                                                                     |                                                                       |
| 22-12-1988                                                            | Perugia                                                               | Italia                                                                | 2 – 0                                                                 | Scozia                                                                | Amichevole                                                            | -                                                                     |                                                                       |
| 22-2-1989                                                             | Pisa                                                                  | Italia                                                                | 1 – 0                                                                 | Danimarca                                                             | Amichevole                                                            | -                                                                     |                                                                       |
| 29-3-1989                                                             | Sibiu                                                                 | Romania                                                               | 1 – 0                                                                 | Italia                                                                | Amichevole                                                            | -                                                                     |                                                                       |
| 26-4-1989                                                             | Taranto                                                               | Italia                                                                | 4 – 0                                                                 | Ungheria                                                              | Amichevole                                                            | -                                                                     |                                                                       |
| 20-9-1989                                                             | Cesena                                                                | Italia                                                                | 4 – 0                                                                 | Bulgaria                                                              | Amichevole                                                            | -                                                                     |                                                                       |
| 14-10-1989                                                            | Bologna                                                               | Italia                                                                | 0 – 1                                                                 | Brasile                                                               | Amichevole                                                            | -                                                                     |                                                                       |
| 11-11-1989                                                            | Vicenza                                                               | Italia                                                                | 1 – 0                                                                 | Algeria                                                               | Amichevole                                                            | -                                                                     |                                                                       |
| 21-12-1989                                                            | Cagliari                                                              | Italia                                                                | 0 – 0                                                                 | Argentina                                                             | Amichevole                                                            | -                                                                     |                                                                       |
| 21-2-1990                                                             | Rotterdam                                                             | Paesi Bassi                                                           | 0 – 0                                                                 | Italia                                                                | Amichevole                                                            | -                                                                     |                                                                       |
| 31-3-1990                                                             | Basilea                                                               | Svizzera                                                              | 0 – 1                                                                 | Italia                                                                | Amichevole                                                            | -                                                                     |                                                                       |
| 7-7-1990                                                              | Bari                                                                  | Italia                                                                | 2 – 1                                                                 | Inghilterra                                                           | Mondiali 1990 - Finale 3º posto                                       | -                                                                     | 3º posto                                                              |
| 3-11-1990                                                             | Roma                                                                  | Italia                                                                | 0 – 0                                                                 | Unione Sovietica                                                      | Qual. Euro 1992                                                       | -                                                                     |                                                                       |
| 22-12-1990                                                            | Limassol                                                              | Cipro                                                                 | 0 – 4                                                                 | Italia                                                                | Qual. Euro 1992                                                       | -                                                                     |                                                                       |
| 13-2-1991                                                             | Terni                                                                 | Italia                                                                | 0 – 0                                                                 | Belgio                                                                | Amichevole                                                            | -                                                                     |                                                                       |
| 1-5-1991                                                              | Salerno                                                               | Italia                                                                | 3 – 1                                                                 | Ungheria                                                              | Qual. Euro 1992                                                       | -                                                                     |                                                                       |
| 5-6-1991                                                              | Oslo                                                                  | Norvegia                                                              | 2 – 1                                                                 | Italia                                                                | Qual. Euro 1992                                                       | -                                                                     |                                                                       |
| 16-6-1991                                                             | Stoccolma                                                             | Italia                                                                | 1 – 1 dts (3 – 2 dtr)                                                 | Unione Sovietica                                                      | Torneo Scania 100 - Finale                                            | -                                                                     |                                                                       |
| 25-9-1991                                                             | Sofia                                                                 | Bulgaria                                                              | 2 – 1                                                                 | Italia                                                                | Amichevole                                                            | -                                                                     |                                                                       |
| 12-10-1991                                                            | Mosca                                                                 | Unione Sovietica                                                      | 0 – 0                                                                 | Italia                                                                | Qual. Euro 1992                                                       | -                                                                     |                                                                       |
| 19-6-1995                                                             | Losanna                                                               | Svizzera                                                              | 0 – 1                                                                 | Italia                                                                | Torneo del Centenario della Federazione Svizzera                      | -                                                                     |                                                                       |
| 21-6-1995                                                             | Zurigo                                                                | Italia                                                                | 0 – 2                                                                 | Germania                                                              | Torneo del Centenario della Federazione Svizzera                      | -                                                                     |                                                                       |
| 6-9-1995                                                              | Udine                                                                 | Italia                                                                | 1 – 0                                                                 | Slovenia                                                              | Qual. Euro 1996                                                       | -                                                                     |                                                                       |
| 8-10-1995                                                             | Spalato                                                               | Croazia                                                               | 1 – 1                                                                 | Italia                                                                | Qual. Euro 1996                                                       | -                                                                     |                                                                       |
| 11-11-1995                                                            | Bari                                                                  | Italia                                                                | 3 – 1                                                                 | Ucraina                                                               | Qual. Euro 1996                                                       | -                                                                     |                                                                       |
| 15-11-1995                                                            | Reggio Emilia                                                         | Italia                                                                | 4 – 0                                                                 | Lituania                                                              | Qual. Euro 1996                                                       | -                                                                     |                                                                       |
| 24-1-1996                                                             | Terni                                                                 | Italia                                                                | 3 – 0                                                                 | Galles                                                                | Amichevole                                                            | -                                                                     |                                                                       |
| 29-5-1996                                                             | Cremona                                                               | Italia                                                                | 2 – 2                                                                 | Belgio                                                                | Amichevole                                                            | -                                                                     |                                                                       |
| 5-10-1996                                                             | Chișinău                                                              | Moldavia                                                              | 1 – 3                                                                 | Italia                                                                | Qual. Mondiali 1998                                                   | -                                                                     |                                                                       |
| 9-10-1996                                                             | Perugia                                                               | Italia                                                                | 1 – 0                                                                 | Georgia                                                               | Qual. Mondiali 1998                                                   | -                                                                     |                                                                       |
| 22-1-1997                                                             | Palermo                                                               | Italia                                                                | 2 – 0                                                                 | Irlanda del Nord                                                      | Amichevole                                                            | -                                                                     |                                                                       |
| 12-2-1997                                                             | Londra                                                                | Inghilterra                                                           | 0 – 1                                                                 | Italia                                                                | Qual. Mondiali 1998                                                   | -                                                                     |                                                                       |
| 29-3-1997                                                             | Trieste                                                               | Italia                                                                | 3 – 0                                                                 | Moldavia                                                              | Qual. Mondiali 1998                                                   | -                                                                     |                                                                       |
| 2-4-1997                                                              | Chorzów                                                               | Polonia                                                               | 0 – 0                                                                 | Italia                                                                | Qual. Mondiali 1998                                                   | -                                                                     |                                                                       |
| 30-4-1997                                                             | Napoli                                                                | Italia                                                                | 3 – 0                                                                 | Polonia                                                               | Qual. Mondiali 1998                                                   | -                                                                     |                                                                       |
| 4-6-1997                                                              | Nantes                                                                | Italia                                                                | 0 – 2                                                                 | Inghilterra                                                           | Torneo di Francia                                                     | -                                                                     |                                                                       |
| 10-9-1997                                                             | Tbilisi                                                               | Georgia                                                               | 0 – 0                                                                 | Italia                                                                | Qual. Mondiali 1998                                                   | -                                                                     |                                                                       |
| 15-11-1997                                                            | Napoli                                                                | Italia                                                                | 1 – 0                                                                 | Russia                                                                | Qual. Mondiali 1998                                                   | -                                                                     |                                                                       |
| 28-1-1998                                                             | Catania                                                               | Italia                                                                | 3 – 0                                                                 | Slovacchia                                                            | Amichevole                                                            | -                                                                     |                                                                       |
| 13-11-1999                                                            | Lecce                                                                 | Italia                                                                | 1 – 3                                                                 | Belgio                                                                | Amichevole                                                            | -                                                                     |                                                                       |
| 23-2-2000                                                             | Palermo                                                               | Italia                                                                | 1 – 0                                                                 | Svezia                                                                | Amichevole                                                            | -                                                                     | Cap.                                                                  |
| 29-3-2000                                                             | Barcellona                                                            | Spagna                                                                | 2 – 0                                                                 | Italia                                                                | Amichevole                                                            | -                                                                     |                                                                       |
| 3-6-2000                                                              | Oslo                                                                  | Norvegia                                                              | 1 – 0                                                                 | Italia                                                                | Amichevole                                                            | -                                                                     |                                                                       |
| 19-6-2000                                                             | Eindhoven                                                             | Italia                                                                | 2 – 1                                                                 | Svezia                                                                | Euro 2000 - 1º turno                                                  | -                                                                     |                                                                       |
| Totale                                                                |                                                                       | Presenze (48º posto)                                                  | 49                                                                    |                                                                       | Reti                                                                  | 0                                                                     |                                                                       |

### Statistiche da allenatore

#### Club
Statistiche aggiornate al 21 marzo 2017.
| Stagione          | Squadra           | Campionato        | Campionato | Campionato | Campionato | Campionato | Coppe nazionali | Coppe nazionali | Coppe nazionali | Coppe nazionali | Coppe nazionali | Coppe continentali | Coppe continentali | Coppe continentali | Coppe continentali | Coppe continentali | Altre coppe | Altre coppe | Altre coppe | Altre coppe | Altre coppe | Totale | Totale | Totale | Totale | % Vittorie | Piazzamento |
| Stagione          | Squadra           | Comp              | G          | V          | N          | P          | Comp            | G               | V               | N               | P               | Comp               | G                  | V                  | N                  | P                  | Comp        | G           | V           | N           | P           | G      | V      | N      | P      | %          | Piazzamento |
| ----------------- | ----------------- | ----------------- | ---------- | ---------- | ---------- | ---------- | --------------- | --------------- | --------------- | --------------- | --------------- | ------------------ | ------------------ | ------------------ | ------------------ | ------------------ | ----------- | ----------- | ----------- | ----------- | ----------- | ------ | ------ | ------ | ------ | ---------- | ----------- |
| mag. 2009         | Juventus          | A                 | 2          | 2          | 0          | 0          | CI              | -               | -               | -               | -               | -                  | -                  | -                  | -                  | -                  | -           | -           | -           | -           | -           | 2      | 2      | 0      | 0      | 100,00&    | Sub. 2º     |
| 2009-gen. 2010    | Juventus          | A                 | 21         | 10         | 3          | 8          | CI              | 2               | 1               | 0               | 1               | UCL                | 6                  | 2                  | 2                  | 2                  | -           | -           | -           | -           | -           | 29     | 13     | 5      | 11     | 44,83      | Eson.       |
| Totale Juventus   | Totale Juventus   | Totale Juventus   | 23         | 12         | 3          | 8          |                 | 2               | 1               | 0               | 1               |                    | 6                  | 2                  | 2                  | 2                  |             | -           | -           | -           | -           | 31     | 15     | 5      | 11     | 48,39      |             |
| ago.-dic. 2012    | Sampdoria         | A                 | 17         | 5          | 3          | 9          | CI              | 1               | 0               | 0               | 1               | -                  | -                  | -                  | -                  | -                  | -           | -           | -           | -           | -           | 18     | 5      | 3      | 10     | 27,78      | Eson.       |
| 2016              | Wuhan Zhuoer      | CLO               | 14         | 8          | 0          | 6          | CdC             | -               | -               | -               | -               | -                  | -                  | -                  | -                  | -                  | -           | -           | -           | -           | -           | 14     | 8      | 0      | 6      | 57,14      | Sub., 6º    |
| 2017              | Wuhan Zhuoer      | CLO               | 2          | 0          | 1          | 1          | CdC             | -               | -               | -               | -               | -                  | -                  | -                  | -                  | -                  | -           | -           | -           | -           | -           | 2      | 0      | 1      | 1      | &0,00      | Eson.       |
| Totale Wuhan Zall | Totale Wuhan Zall | Totale Wuhan Zall | 16         | 8          | 1          | 7          |                 | 3               | 1               | 0               | 2               |                    | -                  | -                  | -                  | -                  |             | -           | -           | -           | -           | 16     | 8      | 1      | 7      | 50,00      |             |
| Totale carriera   | Totale carriera   | Totale carriera   | 56         | 25         | 7          | 24         |                 | 3               | 1               | 0               | 2               |                    | 6                  | 2                  | 2                  | 2                  |             | -           | -           | -           | -           | 65     | 28     | 9      | 28     | 43,08      |             |

#### Nazionale
| Squadra     | Naz               | dal             | al             | Record | Record | Record | Record     | Record | Record | Record | Record |
| G           | V                 | N               | P              | GF     | GS     | DR     | % Vittorie |        |        |        |        |
| ----------- | ----------------- | --------------- | -------------- | ------ | ------ | ------ | ---------- | ------ | ------ | ------ | ------ |
| Italia U-21 | Italia (bandiera) | 22 ottobre 2010 | 1º luglio 2012 | 19     | 11     | 7      | 1          | 39     | 15     | +24    | 57,89  |

#### Nazionale italiana under 21
| 2011               | Italia U-21        | Qual. Euro U-21 2013  | 1º nel Gruppo 7, qualificato | 5  | 5  | 0 | 0 | 100,00& | 16 | 2  | +14 |
| 2012               | Italia U-21        | Qual. Euro U-21 2013  | 1º nel Gruppo 7, qualificato | 1  | 0  | 1 | 0 | &0,00   | 2  | 2  | 0   |
| 2011               | Italia U-21        | Torneo di Tolone 2011 | 3º                           | 5  | 1  | 3 | 1 | 20,00   | 5  | 4  | +1  |
| 2010-2012          | Italia U-21        | Amichevoli            |                              | 8  | 5  | 3 | 0 | 62,50   | 16 | 7  | +9  |
| Totale Italia U-21 | Totale Italia U-21 | Totale Italia U-21    | Totale Italia U-21           | 19 | 11 | 7 | 1 | 57,89   | 39 | 15 | +21 |

## Palmarès

### Giocatore

#### Club

##### Competizioni giovanili
- Campionato Allievi Nazionali: 1

Napoli: 1983-1984

##### Competizioni nazionali
- Campionato italiano: 7

Napoli: 1986-1987, 1989-1990
Juventus: 1994-1995, 1996-1997, 1997-1998, 2001-2002, 2002-2003
- Coppa Italia: 2

Napoli: 1986-1987
Juventus: 1994-1995
- Supercoppa italiana: 5

Napoli: 1990
Juventus: 1995, 1997, 2002, 2003
- Campionato italiano: 1 (revocato)

Juventus: 2004-2005

##### Competizioni internazionali
- Coppa UEFA: 1

Napoli: 1988-1989
- UEFA Champions League: 1

Juventus: 1995-1996
- Coppa Intercontinentale: 1

Juventus: 1996
- Supercoppa UEFA: 1

Juventus: 1996
- Coppa Intertoto UEFA: 1

Juventus: 1999

#### Nazionale

Ferrara (terzo da destra) festeggia coi compagni di nazionale la vittoria italiana al mondiale militare 1987

- Campionato mondiale militare: 1

Arezzo 1987

#### Individuale
- ESM Team of the Year

1996-1997
- Premio Nazionale Carriera Esemplare "Gaetano Scirea"

2003
- Pallone d'argento

2002-2003

## Opere
- Ho visto Diego: e dico 'o vero, prefazione di Diego Armando Maradona, Milano, Cairo, 2020, ISBN 978-8830901148.